# Эстетический перцептуализм
Эстетический перцептуализм (аналитический эмпиризм) — эмпирическое направление в американской аналитической эстетике, развивавшееся в пятидесятых-восьмидесятых годах XX века. Наиболее выдающимся и последовательным представителем этого направления был Монро Бердсли - приверженец эстетической концепции искусства, согласно которой основным способом восприятия и переживания искусства является эстетический опыт. 
Представители эстетического перцептуализма не пытались дать определение сущности искусства в кратких дефинициях, но не отказывались от умеренного эссенциализма, в отличие от сторонников антиэссенциализма - радикального направления американской аналитической философии искусства. Исходили из предпосылки эстетической природы искусства, полагая, что её нельзя определить, не пользуясь категорией эстетического опыта. Определяющими чертами искусства признавали его эстетические свойства, познаваемые путём непосредственного восприятия. Главной и определяющей ценностью произведения искусства считали его способность возбуждать эстетическое переживание (эстетический опыт), являющееся также основанием для высказывания оценивающих суждений.

## Монро Бердсли
Бердсли предложил концепцию, согласно которой искусство является классом определённых перцептуальных предметов, а именно эстетических предметов. Вместо термина "произведение искусства" он ввёл понятие "эстетический предмет", под которым понимается любой конкретный предмет искусства, будь то литературное произведение, музыкальная композиция и т.д. В статье "Эстетическая дефиниция искусства" Бердсли определяет произведение искусства как то, что произведено с намерением вызывать переживание эстетического характера и обладает способностью удовлетворить эстетический интерес. Таким образом, неудачное произведение искусства трактуется им как то, что лишено способности возбуждать эстетический опыт и при этом произведено с данным намерением. Отличие же эстетических предметов от обыкновенных утилитарных состоит в их непосредственной функции обеспечивать особое переживание, которое может быть удовольствием самим по себе. Среди других перцептуальных предметов они обладают особыми эстетическими качествами, которые обеспечивают им значительную независимость от воспринимающего субъекта. При восприятии эстетических предметов, согласно Бердсли, существенное значение имеют только чувственно воспринимаемые черты, составляющие некие качественные целостности, то есть комплексные свойства, которые он именует региональными качествами, отделяя от локальных качеств - элементарных (далее неделимых) качественных характеристик предмета (его форма, цвет и т.д.).Так, эстетические качества суть перцептуальные комплексные (региональные) качества.

Критика концепции Бердсли выстраивается на том, что он ограничивает художественное творчество до произведений, созданных с намерением вызывать эстетическое переживание. Предложенная им эстетическая дефиниция не относится к предметам художественного творчества, которые созданы с иным намерением, нежели возбуждение эстетического переживания, например, с намерением шокировать. Непосредственно связывая искусство с эстетическим, Бердсли лишает продукты так называемого концептуального искусства возможности обладать статусом произведения искусства. Однако сам Бердсли не считал, например, реди-мейды Марселя Дюшана аргументом против эстетического определения искусства, а его самого родоначальником новой художественной традиции. С точки зрения Бердсли, признание какого-либо экспоната произведением искусства по причине того, что он находится на выставке, приводит к тому, что абсолютно любая вещь получает возможность обладать этим статусом, как то сушилка для бутылок или писсуар. Бердсли в корне не согласен с позицией, согласно которой любой, кто зовётся художником, в праве объявлять те или иные вещи искусством.  
«Классифицировать вещи как произведения искусства, потому что их называют искусством те, которых считают художниками, потому что они создают вещи, которые называют искусством, - это значит не проводить никакой классификации, а только совершать порочный круг в рассуждениях.» 